# IC 275
IC 275 ist eine Galaxientriplett im Sternbild Perseus am Nordsternhimmel. Es ist schätzungsweise 440 Millionen Lichtjahre von der Milchstraße entfernt.
Das Objekt wurde am 31. Dezember 1888 vom US-amerikanischen Astronomen Lewis A. Swift entdeckt.